# Ликон, Джеффри
Джеффри Питер Бэзил Ликон (англ. Jeffrey Peter Basil Licon, родился 29 августа 1985 года в Лос-Анджелесе, Калифорния, США) — американский актёр, трёхкратный номинант на премию «Young Artist Awards».
С 1992 года исполнил около 30 ролей в кино и на телевидении, в том числе в фильмах «Загадочная кожа», «Огненный сезон», «Квартал ужаса Снуп Догга», эпизодах сериалов «Беверли-Хиллз, 90210», «Седьмое небо», «Крутой Уокер: Правосудие по-техасски», «Детектив Раш», «Полиция Нью-Йорка», «Ищейка», «Менталист» и других. В качестве актёра основного состава играл в сериалах «Второй Ной» (1996—1997) и «Братья Гарсиа» (2000—2004), а также появлялся в повторяющейся роли в драме «Новая Жанна д’Арк» (2003—2005).

## Фильмография
| Год       |   | Русское название                     | Оригинальное название             | Роль                  |
| --------- | - | ------------------------------------ | --------------------------------- | --------------------- |
| 1992      | с | Беверли-Хиллз, 90210                 | Beverly Hills, 90210              | мальчик               |
| 1993      | ф | Чудо на шоссе 880                    | Miracle on Interstate 880         | Хулио Беруман         |
| 1994      | ф | Огненный сезон                       | The Burning Season                | Чико Мендес в детстве |
| 1994      | с | Пылая страстью                       | Hearts Afire                      | Донни                 |
| 1994      | ф | И земля не поглотила его             | And the Earth Did Not Swallow Him | эпизод                |
| 1996—1997 | с | Второй Ной                           | Second Noah                       | Луис                  |
| 1997      | ф | Сад Энни                             | Annie's Garden                    | Люк Томас в детстве   |
| 1999      | с | Седьмое небо                         | 7th Heaven                        | мальчик               |
| 1999      | с | Седьмой свиток фараона               | The Seventh Scroll                | Хапи Аль Симма        |
| 1999      | с | Крутой Уокер: Правосудие по-техасски | Walker, Texas Ranger              | Чато                  |
| 2000      | ф | По дороге домой                      | Bring Him Home                    | Рики Хорват           |
| 2000—2004 | с | Братья Гарсиа                        | The Brothers Garcia               | Карлос Гарсиа         |
| 2001      | с | Комната кошмаров                     | The Nightmare Room                | Декс Манкьюзо         |
| 2001      | ф | Любовь моего отца                    | My Father's Love                  | Рэймонд в детстве     |
| 2003—2005 | с | Новая Жанна д’Арк                    | Joan of Arcadia                   | Бог-гот               |
| 2004      | ф | В среду днём                         | Wednesday Afternoon               | Мигель                |
| 2004      | ф | Загадочная кожа                      | Mysterious Skin                   | Эрик                  |
| 2004      | с | Детектив Раш                         | Cold Case                         | Рамон                 |
| 2005      | с | Полиция Нью-Йорка                    | NYPD Blue                         | Хавьер Гарсиа         |
| 2006      | ф | Квартал ужаса Снуп Догга             | Hood of Horror                    | Ниб                   |
| 2006      | с | C.S.I.: Место преступления Майами    | CSI: Miami                        | Альчимар              |
| 2007      | с | Линкольн-хайтс                       | Lincoln Heights                   | Теггер                |
| 2008      | ф | Вечеринка                            | American Crude                    | Хулио                 |
| 2008      | ф | Чужеродное вторжение                 | Alien Raiders                     | Бенни                 |
| 2009      | с | Ищейка                               | The Closer                        | Кит Риз               |
| 2009      | ф | Только бриллианты                    | Only Diamonds                     | Бастер                |
| 2012      | с | Менталист                            | The Mentalist                     | Серхио Порчетто       |
| 2012      | ф | Истории на закате                    | Sunset Stories                    | Диего                 |
| 2013      | ф | Чужбина                              | Foreign Land                      | Алекс                 |
| 2022      | с | Семья Гарсиа                         | The Garcias                       | Карлос Гарсиа         |